# 705

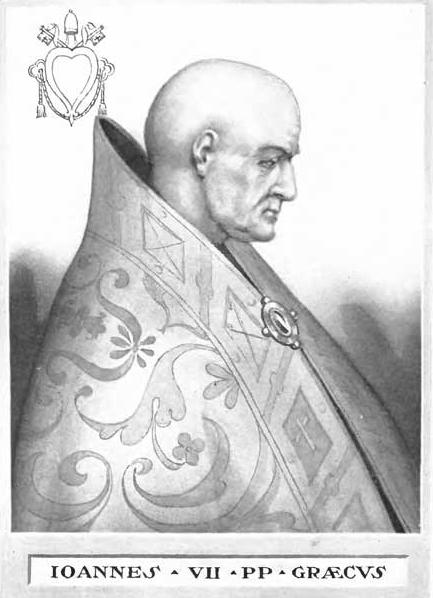
Paus Johannes VII (705-707)

Het jaar 705 is het 5e jaar in de 8e eeuw volgens de christelijke jaartelling.

## Gebeurtenissen

### Byzantijnse Rijk
- Ex-keizer Justinianus II verschijnt met een Bulgaars-Slavisch leger (15.000 man) voor de stadsmuur van Constantinopel. Na drie dagen van onderhandelen, weet hij door een list via het aquaduct van Valens de hoofdstad binnen te dringen. Keizer Tiberios II vlucht naar Bithynië (huidige Turkije), maar wordt later door handlangers van Justinianus gevangengenomen.
- Justinianus II bestijgt opnieuw de Byzantijnse troon en ontpopt zich als een meedogenloze tiran. Hij schenkt zijn bondgenoot Tervel, heerser (khagan) van het Bulgaarse Rijk, de titel van kaisar (caesar) en daarmee wordt Tervel de eerste buitenlandse vorst in het Byzantijnse Rijk die deze titel ontvangt. Tevens geeft Justinianus hem het gebied Zagora, het noordoosten van Thracië.

### Arabische Rijk
- Kalief Abd al-Malik overlijdt na een regeerperiode van 20 jaar. Hij wordt opgevolgd door zijn zoon Al-Walid I als heerser van het Omajjaden-kalifaat. Al-Walid breidt de Arabische invloedssfeer verder uit in Centraal-Azië en Europa.
- Al-Walid I laat op de zuidzijde van de Tempelberg in Jeruzalem de Al-Aqsamoskee bouwen. (waarschijnlijke datum)

### China
- Keizerin Wu Zetian wordt door een staatsgreep afgezet na een regeerperiode van 15 jaar. Zij wordt opgevolgd door haar zoon Zhong Zong die de Tang-dynastie herstelt. Dit betekent formeel het einde van de Wu Zhou-dynastie.
- De Surangama soetra, vroege boeddhistische geschriften (verboden door Wu Zetian), wordt in het Chinees vertaald.

## Religie
- 11 januari - Paus Johannes VI overlijdt in Rome na een pontificaat van bijna 4 jaar. Tijdens zijn bewind weet hij de dreiging van het exarchaat Ravenna en de Longobarden af te kopen. Hij wordt opgevolgd door Johannes VII als de 86e paus van de Katholieke Kerk.
- 17 september - Lambertus, bisschop van Tongeren-Maastricht, wordt in zijn Gallo-Romeinse villa vermoord. Hij wordt opgevolgd door Hubertus, een vertrouweling van Pepijn van Herstal.  (waarschijnlijke datum)

## Geboren
- Hnabi, hertog van Allemanië (waarschijnlijke datum)
- Luitfried, hertog van de Elzas (waarschijnlijke datum)
- Sturmius, Frankisch abt (waarschijnlijke datum)

## Overleden
- Abd al-Malik (59), Arabisch kalief
- Basinus, bisschop van Trier (waarschijnlijke datum)
- 11 januari - Johannes VI, paus van de Katholieke Kerk
- 17 september - Lambertus (67), bisschop van Maastricht (of 706)
- Wu Zetian (80), keizerin van het Chinese Rijk